# Zrumeczky Dezső
Kistapolcsányi, zrumovai és csácai Zrumeczky Dezső András Kálmán, néhol Zrumetzky Dezső néven (Inárcspuszta, 1883. augusztus 17. – Budapest, 1917. január 31.) magyar népies stílusú építész, grafikus.

## Életrajza
Zrumeczky Kálmán és Molnár Katalin gyermekeként látta meg a napvilágot, köznemesi eredetű családban. Születése után apja nem sokkal anyagilag tönkrement, így a család az 1890-es évek elején az akkor még önálló Kispestre költözött, hogy a közeli Budapesten nézhessenek valami munka után, míg végül fuvaros vállalkozásba nem kezdett.
Középiskolai tanulmányait a Belvárosi Főreáliskolában végezte, mérnöki oklevelet pedig 1907-ben szerzett a Budapesti Műegyetemen. Egyetemi évei alatt ismerkedett meg többek között Kós Károllyal, Kozma Lajossal és Györgyi Dénessel, akik mind barátai lettek.
Tanulmányai befejezése után Kós Károly az építésztársa, valamint elsőszülött gyermekének keresztapja lett. Együtt kutatták a magyar népi motívumok, különösen az erdélyi fatornyos építkezés felhasználásának lehetőségeit. Kóssal együtt a Kalotaszegen gyűjtött ismeretanyag felhasználásával alkották meg önálló stílusukat: a népi épületeknek elsősorban jellegét és arányait átvéve. 1909 és 1912 között együtt tervezték meg a Fővárosi Állat- és Növénykert épületeinek jelentős részét és a kispesti Wekerle-telep középpontját alkotó mai Kós Károly teret, melynek déli részét tervezte Zrumeczky. Kóshoz hasonlóan ő is tervezett egy kaput a térre a Kóséval átellenes oldalon, amely ma nem hivatalosan a „Zrumeczky-kapu” nevet viseli, valamint a tér egyik lakóházát önállóan tervezte.

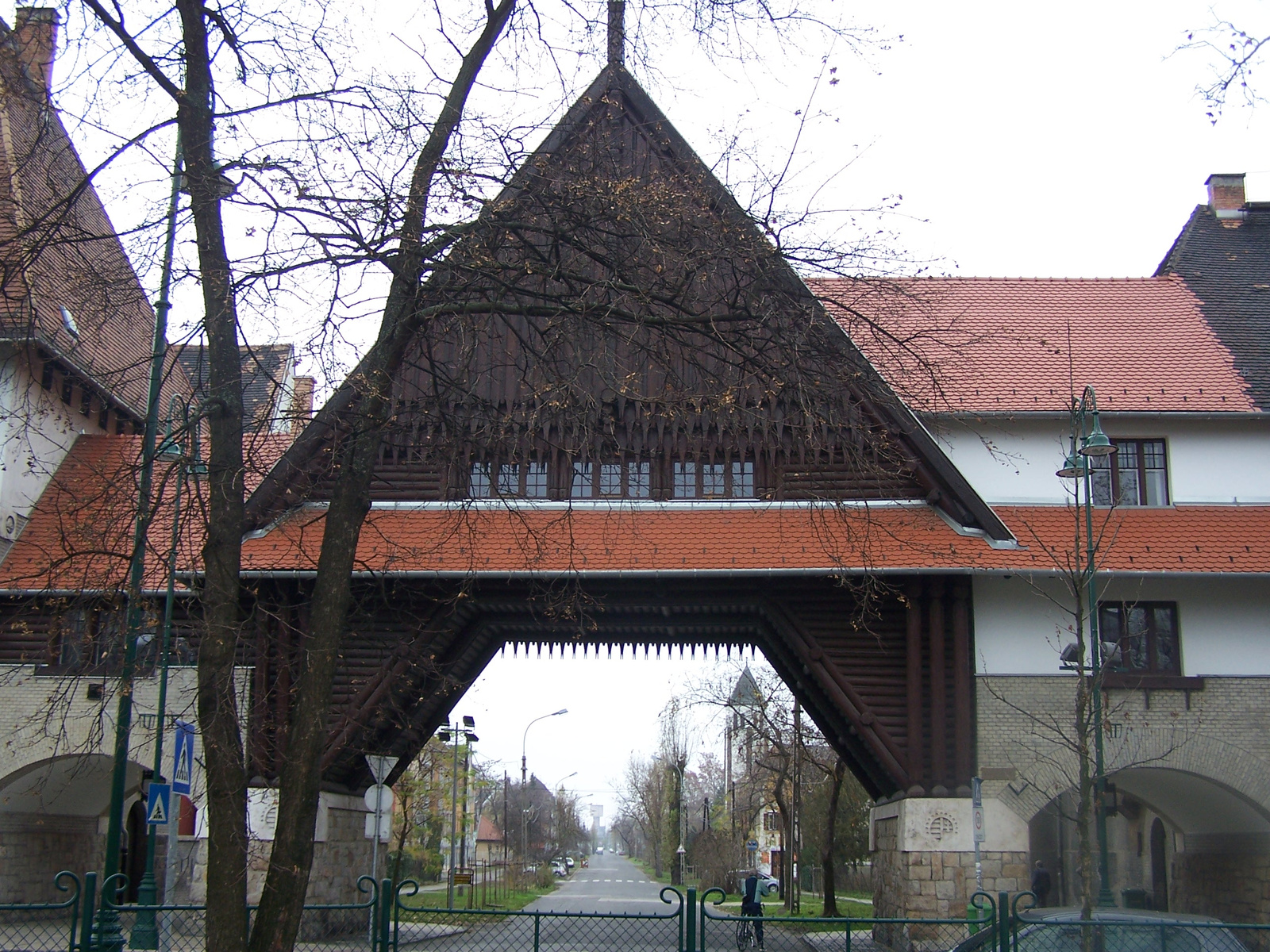
Budapest, Kós Károly tér 10., a „Zrumeczky-kapu”, egyben lakóház

Önálló munkái közül kiemelkedik az Áldás Utcai Általános Iskola. További alkotásai: Tormay Cécile budai és Herczeg Ferenc hűvösvölgyi villája.
Részt vett a Sváb Gyula-féle iskolaépítési programban, ahol egy vagy több iskolaépületet tervezett (helyszín nem ismert).
Középiskolai és egyetemi évei alatt is végig dolgoznia kellett, hogy segíteni tudja nehéz helyzetű családját. A sok éjszakai munka eredményeképp fiatalon elkapta a tüdőbajt. Az első világháborúban műszaki egységhez osztották be, ahol az oroszok kapitulációja után a Sáros vármegyei szlovák falvak újjáépítését vezette. 1917-ben itt kapott mellhártyagyulladást. Onnan már nagy betegen Budapestre küldték gyógyulni, azonban életét a kórházi kezelés ellenére sem sikerült megmenteni, 33 évesen hunyt el. A Kerepesi úti temetőben helyezték végső nyugalomba.

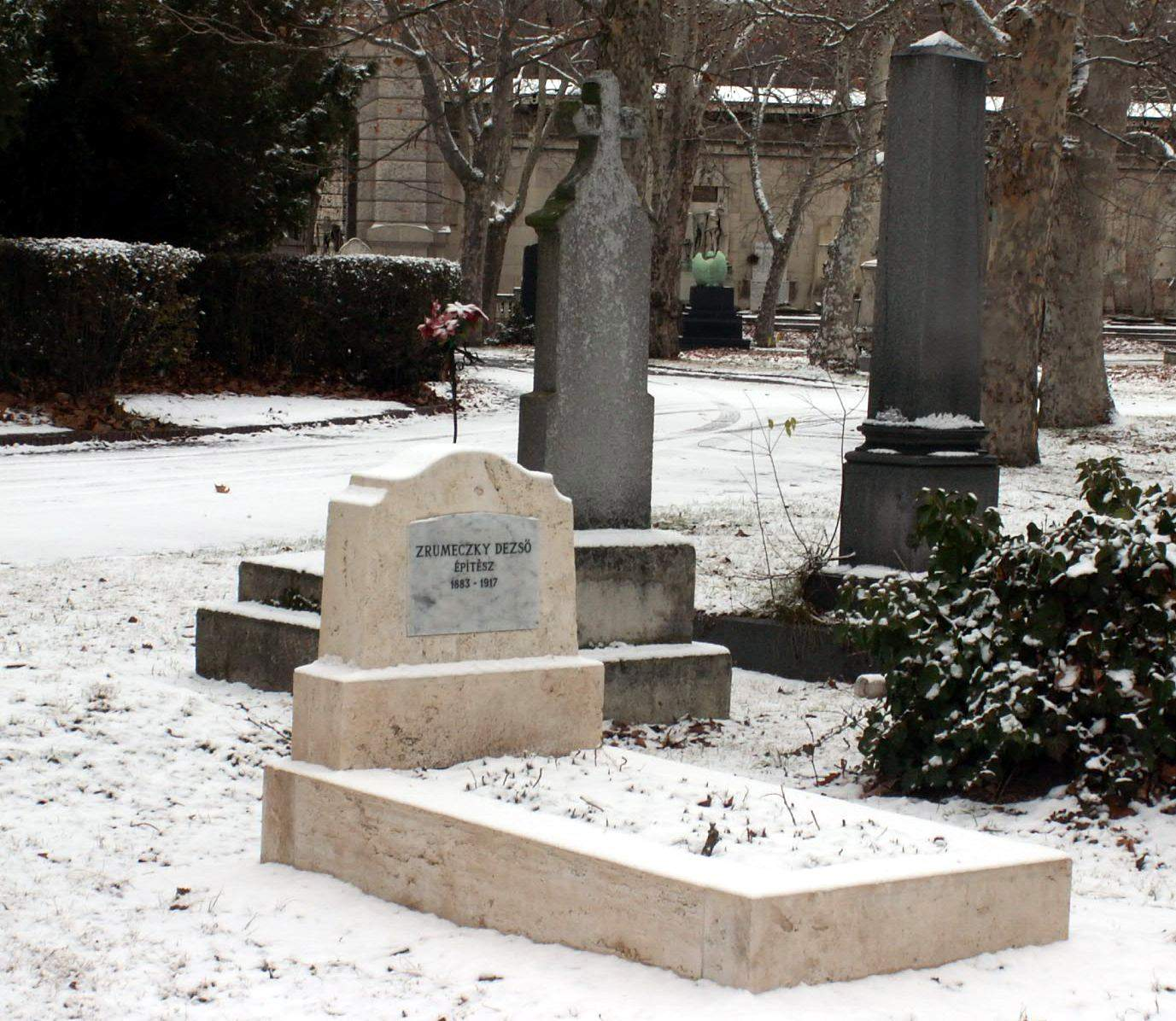
Védett sírja a Fiumei úti sírkertben, (20/2-2-13)

Emlékét Inárcson emlékmű, illetve a róla elnevezett helyi művelődési ház őrzi.